# For Once in My Life
For Once in My Life è una canzone scritta nel 1967 da Ron Miller e Orlando Murden, e originariamente registrata da Jean DuShon.
Tuttavia la versione più popolare del brano diventò quella registrata l'anno seguente da Stevie Wonder, pubblicata dalla Tamla Motown nel 1968 ed estratta come secondo singolo dall'album For Once in My Life. Il singolo di Wonder riuscì ad ottenere la seconda posizione sia della Billboard Hot 100 che della classifica Billboard Black Singles.

## Cover
Fra gli altri cantanti ad aver registrato una cover del brano, si ricordano Stevie Wonder, The Temptations, Tony Bennett, John Farnham, Ella Fitzgerald, Frank Sinatra, Vonda Shepard, Roberto Carlos, Dean Martin, James Brown, Jackie Wilson, Michael Bublé, Harry Connick jr
ed Irene Grandi con Stefano Bollani.

## Tracce
7" Single
1. For Once In My Life
2. Angie Girl

## Classifiche
| Classifica (1968)      | Posizione più alta |
| ---------------------- | ------------------ |
| U.S. Billboard Hot 100 | 2                  |
| U.S. R&B Chart         | 2                  |
| Danimarca              | 15                 |
| Regno Unito            | 3                  |